# 人間ってナンだ?超AI入門
『人間ってナンだ? 超AI入門』（にんげんってナンだ? ちょうエーアイにゅうもん）は、NHK Eテレで放送されていた教養番組のシリーズ。

## 概要
最新の人工知能(AI)の仕組みを解き明かしながら、社会のあらゆる分野で進むAI化の中で知るべきエッセンスや人間の本質を考える教養エンターテインメント番組。ナレーション音声には人工知能と大きな関わりのある音声合成を採用している。
2017年3月に単発特番が放送され、同年10月よりレギュラー化された。2018年9月にスピンオフ「超ゲノム入門」を放送、2019年1月から放送を再開し、7月の特別編で終了している。
スタジオトーク、AI専門家による最新の技術などの解説、ミニコーナー「2分でディープラーニング」などで番組が構成されている。また、各シーズンの各回テーマはほぼ同じである。シーズン2ではシーズン1に触れつつ、加えて最新の技術・理論・課題などを解説・紹介している。シーズン3では実践編と題し、実際の現場での活躍・実情・問題をリポートを交えて解説・紹介している。

## 出演
- 司会：徳井義実（チュートリアル、パイロット版からシーズン2まで）
- 解説・司会：松尾豊（東京大学大学院特任准教授、スピンオフ、シーズン3・特別編以外に出演）
- リポーター・司会：原田まりる（シーズン3）
- ナレーション
  - AKIRA（日本語男性）、RISA（日本語女性）（HOYA VoiceTextシリーズのMicro版）
  - 茅原実里（シーズン1「2分でディープラーニング」関連コーナー）
  - 花澤香菜（スピンオフ「超ゲノム入門」）
  - 松村正代（NHKアナウンサー、シーズン3特別編）
- 声の出演（シーズン3・特別編の吹き替え）
  - 若林正・堀川仁（大沢事務所所属声優）

## 放送リスト
※ゲスト・VTR出演のカッコ内の役職は放送当時のもの。再放送と番宣番組は省略する。

### シーズン1・特別編（2017年）
| #      | 放送日   | テーマ                          | ゲスト                                             | 技術者ゲスト | 2分でディープラーニング                                                 |
| ------ | -------- | ------------------------------- | -------------------------------------------------- | --- | ----------------------------------------------------------------------- |
| 特番   | 3月24日  | 人工知能と人間の違いってナンだ? | 本谷有希子 井山裕太                                | - | ディープラーニングってナンだ?                                           |
| 1      | 10月6日  | 会話する                        | 村田早耶香                                         | 前田佐知夫（ロボット開発者） ヤン・ルカン （Facebook人工知能研究所所長）                                                                                   | 「マルとバツはどう違う?」 情報の入り口と出口に注目                      |
| 2      | 10月13日 | 感じる                          | 為末大                                             | ケン・ゴールドバーグ（カリフォルニア大学バークレー校教授） 山下隆義（中部大学工学部准教授） 石井孝佳（ロボットエンジニア）                                 | 「りんごの特徴って何?」 ネットワークの太さ                              |
| 3      | 10月20日 | 発想する                        | 樋口真嗣                                           | 小尾修（画家） | 「どうやって学ぶ?」 太さの決め方                                        |
| 4      | 10月27日 | 移動する                        | 片山右京                                           | 奥田遼介（深層学習エンジニア） ダニー・シェピーロ（NVIDIA自動運転車開発部シニアディレクター）                                                              | 「どうやって間違えなくなる?」 バックプロパゲーション                    |
| 5      | 11月3日  | 勝負する                        | 木原直哉                                           | 狩野芳信（静岡大学准教授） 鳥海不二夫（東京大学准教授） 山本一成（AIエンジニア） 水上直紀（AIエンジニア）                                                  | 「世間が狭いと石頭になりやすい?」 データがたくさん必要な理由            |
| 6      | 11月10日 | お金を使う                      | 上野泰也（みずほ証券チーフマーケットエコノミスト） | 瀧俊雄（フィンテック有識者マネーフォワード取締役） 山本裕樹（野村證券SNS・AI景況感指数開発担当） 原田大資（野村證券SNS・AI景況感指数AI及びアルゴ導入担当） | 「増えても安心」 end-to-end学習                                         |
| 7      | 11月17日 | 恋愛する                        | 野口あや子                                         | 満倉靖恵（慶應義塾大学准教授） 中辻真（NTTレゾナント開発チームリーダー ） ジェフリー・ヒントン（GoogleBrainプロジェクト研究員/トロント大学教授）           | 「木を見て森を見ず は避けるべし」 CNN（畳み込みニューラルネットワーク） |
| 8      | 11月24日 | 診断する                        | 岡田唯男（亀田ファミリークリニック館山院長）       | 小川晋平（医師、AMI株式会社代表取締役） | 「ふるいにかければ よくわかる」 CNNにおけるフィルタ                     |
| 9      | 12月1日  | 暮らす                          | 佐藤オオキ                                         | 菊川裕也（スマートフットウェア開発者） 高田巖（スマートハウス開発者)                                                                                       | 「未来は過去から 見えてくる」 RNN（再帰的ニューラルネットワーク）       |
| 10     | 12月8日  | 味わう                          | 笠原将弘                                           | 鈴木隆一（味覚センサー開発者） | 「わかると作れる 作れるとわかる」 深層生成モデル                        |
| 11     | 12月15日 | 老いる                          | 五木寛之                                           | 渋谷正樹（ロボット開発者） | 「だましあって 賢くなる」 GAN （敵対的生成ネットワーク）                |
| 12     | 12月22日 | 働く                            | 小林康夫                                           | 沼尾正行（大阪大学教授） | 「細かく勝つと 全体でも勝つ」 深層強化学習                              |
| 特別編 | 12月29日 | 今そこにある未来 ヒト×AI=∞      | 吉成真由美（サイエンスライター）                   | レイ・カーツワイル（未来学者/google） ノーム・チョムスキー（言語哲学者） フリーマン・ダイソン（理論物理学者）                                              | -                                                                       |

### スピンオフ（2018年）
| #      | 放送日  | テーマ       | ゲスト   | 技術者ゲスト                                                 |
| ------ | ------- | ------------ | -------- | ------------------------------------------------------------ |
| 特別編 | 9月28日 | 超ゲノム入門 | 島本理生 | 岩崎渉（生命情報学研究） 八代嘉美（再生医療/ゲノム応用研究） |

### シーズン2（2019年）
| #  | 放送日  | テーマ     | ゲスト                                 | 技術者ゲスト |
| -- | ------- | ---------- | -------------------------------------- | --- |
| 1  | 1月10日 | 会話する   | 加藤綾子                               | 坪井一菜（AI開発者） 金田隆志（音声合成開発者）                                                                               |
| 2  | 1月17日 | 感じる     | 為末大                                 | 横井浩史（電気通信大学教授） 高橋礼美（補聴器メーカー製品担当）                                                               |
| 3  | 1月24日 | 発想する   | 藤田和日郎                             | 徳井直生（アーティスト/AI研究者） 米辻泰山（エンジニア）                                                                      |
| 4  | 1月31日 | 移動する   | 根津孝太                               | 諏訪正樹（ドライバー見守りAI開発担当者） フレッド・アルメイダ（自動運転開発チーフアーキテクト） 西村明浩（自動運転事業担当）  |
| 5  | 2月7日  | 勝負する   | 福本伸行                               | 田中亜友子（じゃんけんAI開発担当者） 村澤清彰（野球選手トラッキングAI開発会社代表） 千葉美帆（音声解析AI開発会社広報）        |
| 6  | 2月14日 | お金を使う | 佐渡島庸平（コルク代表取締役会長）     | 渡辺祐樹（パーソナルAI開発） 長谷直達（AIベンチャー国内事業総括責任者）                                                       |
| 7  | 2月21日 | 恋愛する   | 北川悦吏子                             | 金子慎太郎（恋愛マッチングAI開発者） 中辻真（恋愛相談AI開発者） 林要（AIロボット開発者）                                      |
| 8  | 2月28日 | 診療する   | 八重樫牧人（亀田総合病院総合内科部長） | 久保恒太（問診AI開発者） 秋葉正博（医療機器メーカーエンジニア）                                                               |
| 9  | 3月7日  | 暮らす     | 田子學（エムテド代表取締役）           | 羽鳥潤（全自動お片付けロボットシステム開発担当） 橋本学（機能属性ロボットAI開発者/中京大学教授）                              |
| 10 | 3月14日 | 味わう     | 宮治勇輔（みやじ豚代表取締役社長）     | 幕田武広（農業AI開発者） 菅谷俊二（ITベンチャー企業代表取締役社長） 休坂健志（ITベンチャー企業事業責任者）                    |
| 11 | 3月21日 | 老いる     | 養老孟司                               | 石山洸（AIベンチャー社長） 金沢小百合（ユマニチュードインストラクター）                                                       |
| 12 | 3月28日 | 働く       | 遠藤秀紀                               | 菱木豊（自動野菜収獲ロボット開発企業代表取締役） 山藤正彦（AI/CVエンジニア） 石井敦（バーチャルヒューマンエージェント開発者） |

### シーズン3・特別編（2019年）
| #       | 放送日  | テーマ                          | ゲスト                               | 技術者ゲスト                                                                       | 世界の知性                                                                      |
| ------- | ------- | ------------------------------- | ------------------------------------ | ---------------------------------------------------------------------------------- | ------------------------------------------------------------------------------- |
| 1       | 4月3日  | 会話する                        | 石角友愛（PALO ALTO INSIGHTCEO）     | 生見臣司（SELF株式会社代表取締役） 西村祥一（株式会社オルツCTO）                   | ダニエル・デネット                                                              |
| 2       | 4月10日 | 感じる                          | 高橋祥子（Genequest代表取締役）      | 松岡広明（株式会社レボーン代表取締役） 佐々木雄一（ニューラルポケット株式会社CTO） | ケビン・ケリー（著述家/編集者）                                                 |
| 3       | 4月17日 | 発想する                        | きゅんくん                           |                                                                                    | ウェンデル・ウォラック（倫理学者）                                              |
| 4       | 4月24日 | 移動する                        | 南谷真鈴                             |                                                                                    | マックス・テグマーク                                                            |
| 5       | 5月1日  | 勝負する                        | 三宅陽一郎（IGDA日本SIG-AI代表）     |                                                                                    | ダニエル・デネット                                                              |
| 6       | 5月8日  | お金を使う                      | 上田岳弘                             |                                                                                    | ケヴィン・ケリー                                                                |
| 7       | 5月15日 | 恋愛する                        | 川畑秀明（慶應義塾大学文学部教授）   |                                                                                    | マックス・テグマーク                                                            |
| 8       | 5月22日 | 診療する                        | 泰川恵吾（医療法人鳥伝白川会理事長） |                                                                                    | ウェンデル・ウォラック                                                          |
| 9       | 5月29日 | 暮らす                          | 藤村龍至                             |                                                                                    | ダニエル・デネット                                                              |
| 10      | 6月5日  | 味わう                          | 植野広生（「dancyu」編集長）         |                                                                                    | ケヴィン・ケリー                                                                |
| 11      | 6月12日 | 老いる                          | 谷本道哉                             |                                                                                    | ウェンデル・ウォラック                                                          |
| 12      | 6月19日 | 働く                            | 筒井康隆                             |                                                                                    | マックス・テグマーク                                                            |
| 特別編# | 放送日  | タイトル                        | テーマ                               |                                                                                    | 出演                                                                            |
| 1       | 6月26日 | 世界の知性が語る パラダイム転換 | 脳と宇宙がつながる時                 |                                                                                    | マックス・テグマーク ウェンデル・ウォラック                                     |
| 2       | 7月3日  | 世界の知性が語る パラダイム転換 | ロボットが正義を決める時             |                                                                                    | ウェンデル・ウォラック ダニエル・デネット                                       |
| 3       | 7月14日 | 世界の知性が語る パラダイム転換 | AIが人間をあざむく時                 |                                                                                    | ダニエル・デネット ケヴィン・ケリー                                             |
| 4       | 7月24日 | 世界の知性が語る パラダイム転換 | 機械が創造する時                     |                                                                                    | ケヴィン・ケリー マックス・テグマーク                                           |
| 5       | 7月31日 | 世界の知性が語る パラダイム転換 | 今そこにある未来                     |                                                                                    | マックス・テグマーク ウェンデル・ウォラック ダニエル・デネット ケヴィン・ケリー |

## 主要スタッフ
※シーズン3・特別編時点
- 資料提供：谷本真幸、江間有沙（東京大学未来ビジョン研究センター特任講師）
- ディレクター：小寺寛志（ケイアイエヌ(KIN)）
- 制作統括：藤田英世、丸山俊一（NHKエンタープライズ(NEP)）
- 制作協力：KIN
- 制作：NEP
- 制作・著作：NHK